# Polyscias marchionensis
Polyscias marchionensis är en araliaväxtart som först beskrevs av Forest Buffen Harkness Brown, och fick sitt nu gällande namn av Lowry och G.M.Plunkett. Polyscias marchionensis ingår i släktet Polyscias och familjen Araliaceae. Inga underarter finns listade.